# 라로마나주

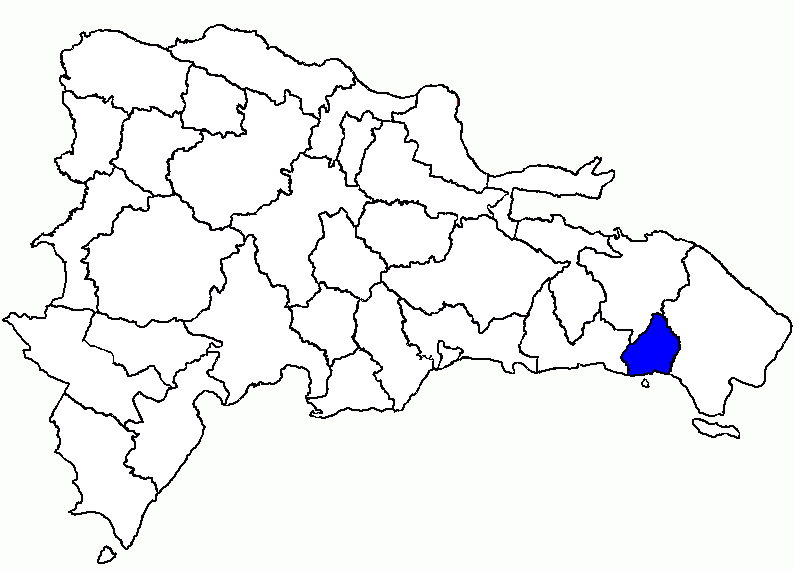
라로마나 주의 위치

라로마나주(스페인어: La Romana)는 도미니카 공화국 동부에 위치한 주로 주도는 라로마나이며 면적은 653.95km2, 인구는 344,580명(2014년 기준)이다. 1944년에 신설되었다.
서쪽으로는 산페드로데마코리스 주, 북쪽으로는 엘세이보 주, 라알타그라시아 주와 접한다. 3개 지방 자치체와 2개 지구를 관할한다.